# Un crabe dans la tête
Pour plus de détails, voir Fiche technique et Distribution.
Un crabe dans la tête est un film québécois réalisé par André Turpin, sorti en 2001.

## Synopsis
Poussé à l’extrême, quelles sont les conséquences de toujours se positionner en relation avec les autres en correspondance à l’imaginaire qu’on se fait de leur désir ? Alex, jeune photographe, est en continuelle séduction. Il lui faut plaire à tout le monde sans jamais avoir d’idée à lui, de passion à lui, ni surtout de conflit. Son existence est d’une impressionnante vacuité, toujours dépendante de l’impératif de plaire. Retenu à Montréal, il a une aventure avec une journaliste, Marie, puis avec la compagne de son meilleur ami. Celle-ci, Sara, est sourde. Son handicap fait ressortir celui[Lequel ?] de Alex, qui est moins apparent.

## Fiche technique
- Réalisation : André Turpin
- Production : Luc Déry, Nicole Hilaréguy et Joseph Hillel
- Scénario : André Turpin
- Cinématographie : André Turpin
- Montage : Sophie Leblond
- Musique : Ramachandra Borcar et Guy Pelletier
- Direction artistique : Pierre Allard

## Distribution
- David La Haye : Alex
- Isabelle Blais : Marie
- Emmanuel Bilodeau : Samuel
- Chantal Giroux : Sara
- Pascale Desrochers : Audrey
- Vincent Bilodeau : Directeur de galerie
- Charles Turpin : Armando
- Thai-Hoa Le : Jules
- Sophie Prégent : Simone

## Distinctions

### Prix Jutra(2002)
Récompenses
- Meilleure direction de la photographie à André Turpin
- Meilleure réalisation à André Turpin
- Meilleur montage d’images à Sophie Leblond
- Meilleur film à Luc Déry et Joseph Hillel
- Meilleure musique à Guy Pelletier et Ramachandra Borcar
- Meilleur scénario à André Turpin
- Meilleur acteur de soutien à Emmanuel Bilodeau

Nominations
- Meilleur acteur à David La Haye
- Meilleur son à Gilles Corbeil, Sylvain Bellemare et Louis Gignac
- Meilleure actrice de soutien à Pascale Desrochers

### Prix Génie(2002)
Nominations
- Meilleure cinématographie à André Turpin
- Meilleur film à Joseph Hillel et Luc Déry
- Meilleur acteur dans un rôle principal à David La Haye
- Meilleur scénario à André Turpin